# 寬頭貓海鯰
寬頭貓海鯰為輻鰭魚綱鯰形目海鯰科的其中一種，分布於亞洲新幾內亞中南部的淡水、半鹹水水域，體長可達60公分，棲息在水質混濁的大河，屬肉食性，以甲殼類為食。

## 擴展閱讀
維基物種上的相關：寬頭貓海鯰